# Wydział Nauk Ścisłych i Przyrodniczych Uniwersytetu Jana Kochanowskiego w Kielcach

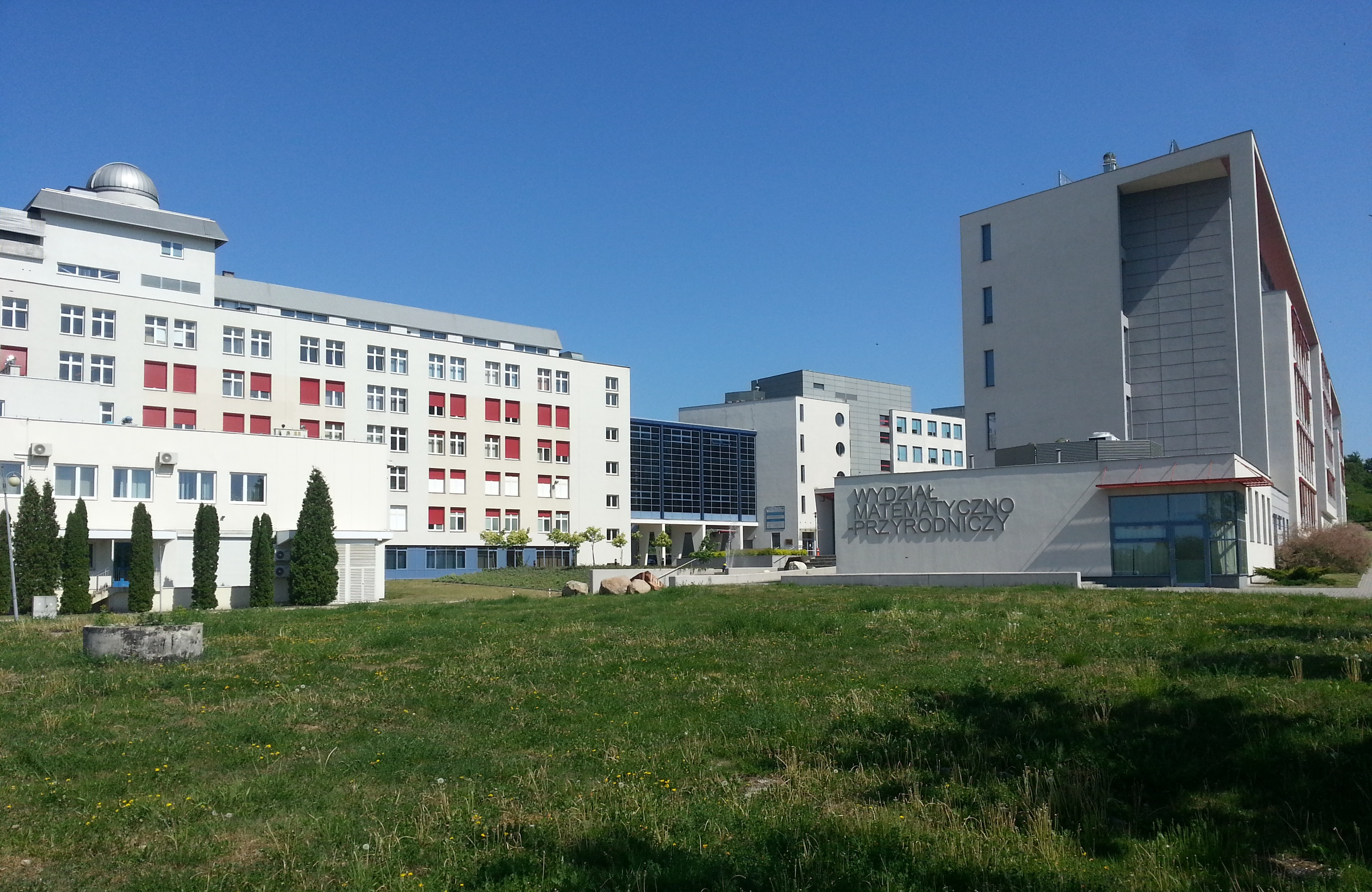
Wydział Nauk Ścisłych i Przyrodniczych UJK

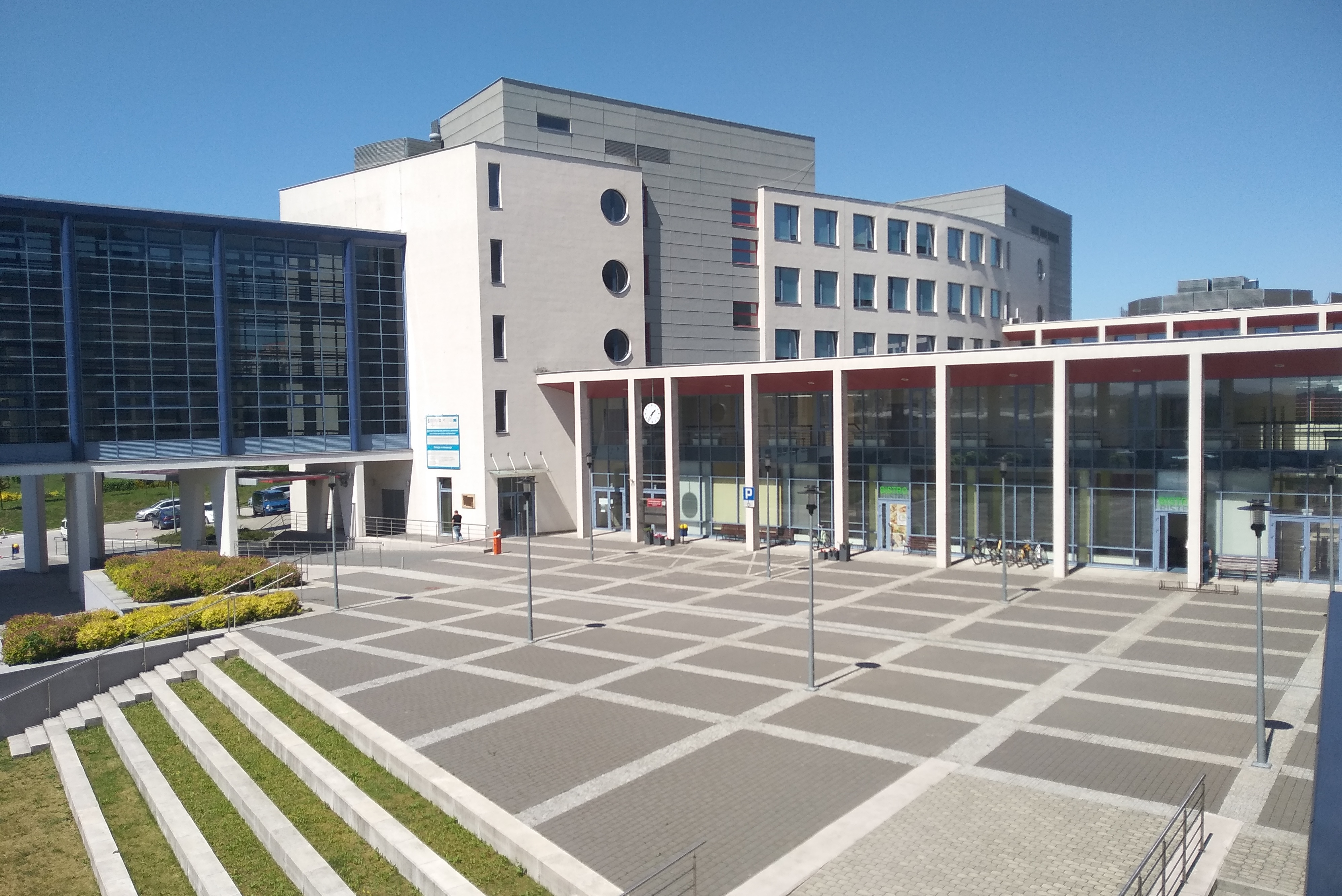
Instytut Chemii

Wydział Nauk Ścisłych i Przyrodniczych Uniwersytetu Jana Kochanowskiego w Kielcach – jeden z 6 wydziałów Uniwersytetu Jana Kochanowskiego w Kielcach.
Utworzony w 1969 jako jeden z trzech pierwszych wydziałów Wyższej Szkoły Nauczycielskiej w Kielcach. W latach 90. cztery z pięciu instytutów tworzących wydział umiejscowiono w budynku przy ul. Świętokrzyskiej 15. W 2008, kiedy do użytku oddano budynek G, na ul. Świętokrzyską został również przeniesiony Instytut Chemii. W 2012 dokończono budowę tej części kampusu uniwersyteckiego. Sześciu z jedenastu dotychczasowych rektorów kieleckiej uczelni było pracownikami wydziału.
Wydział kształci studentów na 12 kierunkach studiów stacjonarnych. Rada wydziału posiada uprawnienia do nadawana stopnia doktora w czterech dziedzinach oraz do nadawania stopnia doktora habilitowanego w dziedzinie nauk fizycznych (od 2012) i dziedzinie nauk biologicznych (od 2016).
W 2017 Komitet Ewaluacji Jednostek Naukowych przyznał wydziałowi kategorię B.

## Historia
Wydział Nauk Ścisłych i Przyrodniczych powstał w 1969. Początkowo w jego strukturze znajdowały się trzy zakłady: fizyki, geografii i matematyki. Pierwszym dziekanem w kadencji 1969–1972 został doc. dr Bazyli Bończak. Siedziba wydziału znajdowała się w budynku przy ul. Chęcińskiej 5. W 1969 uruchomiono na wydziale studia na dwóch kierunkach: geografii z wychowaniem obywatelskim oraz matematyce z fizyką. Zajęcia w roku akademickim 1969/1970 rozpoczęło 137 studentów. W 1971 w strukturze wydziału utworzono Zakład Chemii, a w 1972 uruchomiono studia biologiczne. Zakład Biologii powstał 1 października 1973, a jego pierwszym kierownikiem został doc. dr hab. Jan Jerzy Stanisławski. W 1973 na wydziale powstał Instytut Biologii i Nauk o Ziemi, który trzy lata później podzielono na Instytut Biologii i Instytut Geografii. W 1975 przekształcono Zakład Chemii w Instytut Chemii, a w 1976 przemianowano Zakład Matematyki na Instytut Matematyki. Zakład Fizyki, który w 1974 uzyskał siedzibę w części budynku przy ul. Leśnej 16, został przekształcony w instytut w 1980.
W 1978 rozpoczęto budowę nowego gmachu Wydziału Nauk Ścisłych i Przyrodniczych w północno-wschodniej części Kielc. Czasowo do dwóch wybudowanych przy ul. Konopnickiej 15 pawilonów przeniesiono Instytut Geografii i Instytut Matematyki. Kryzysowa sytuacja ekonomiczna państwa w latach 80. spowodowała, że w tym okresie wstrzymano prace przy budowie nowej siedziby wydziału, który zaczął się borykać z problemami lokalowymi. W latach 1981–1984 rektorem kieleckiej uczelni był pracownik wydziału, geolog Henryk Jurkiewicz, w kadencji 1984–1987 funkcję tę sprawował chemik Zdzisław Czarny. W 1985 wraz z Politechniką Świętokrzyską zorganizowano na wydziale kierunek studiów wychowanie techniczne, który funkcjonował przez 16 lat, do 2001.
W 1990 Wyższa Szkoła Pedagogiczna w Kielcach uzyskała z Ministerstwa Edukacji Narodowej środki na wznowienie prac budowlanych nowego gmachu wydziału przy ul. Uniwersyteckiej 7. Przeprowadzka Instytutu Biologii zakończyła się w 1993. Następnie kontynuowano prace wykończeniowe kolejnego segmentu budynku dla Instytutu Geografii, który przeniósł się do niego w 1994. W trzecim etapie prac oddano do użytku pozostałą część gmachu. Instytut Fizyki, który umieszczono na trzech kondygnacjach, został do niego przeniesiony w 1996. Następnie przeniesiono też Instytut Matematyki. W listopadzie 1993 utworzono dwie stacje monitoringu – Stację Geoekologiczną Malik i Stację Bazową ZMŚP Święty Krzyż. W roku akademickim 1994/1995 w Instytucie Geografii po raz pierwszy na kieleckiej uczelni wprowadzono dwustopniowe studia geograficzne. W latach 90. rektorami kieleckiej WSP byli pracownicy Wydziału Nauk Ścisłych i Przyrodniczych – biolog Adam Kołątaj, geograf Marian Koziej (pełniący obowiązki) i leśnik Stanisław Cieśliński.
W kolejnych latach podjęto decyzję o rozbudowie wydziału. Jednocześnie wyremontowano i zmodernizowano istniejący budynek, wykonano nową elewację, wymieniono okna, uporządkowano pobliski teren, a także zrobiono chodniki i trawniki. W 2003 na dachu budynku wydziału oddano do użytku obserwatorium astronomiczne, a w 2005 otwarto planetarium. Również w 2005 rada wydziału uzyskała uprawnienia do nadawania stopnia doktora nauk fizycznych. Kolejne uprawnienia do doktoryzowania – w dziedzinie nauk biologicznych i nauk o Ziemi w zakresie geografii – otrzymano odpowiednio w marcu i czerwcu 2007. W styczniu 2008 zakończono budowę budynku G, który oddano do użytku 30 kwietnia 2008. Przeniesiono do niego Instytut Chemii, a część gmachu przeznaczono dla kierunków studiów ochrona środowiska oraz informatyka. W budynku utworzono również aulę główną wydziału. Działkę przy ul. Chęcińskiej 5, na której mieścił się budynek wydziału w latach 1969–2008, uczelnia sprzedała w październiku 2011.
W 2009 rada wydziału uzyskała prawo do nadawana stopnia doktora nauk chemicznych. W 2010 rektor kieleckiej uczelni Regina Renz podpisała z gminą Kielce reprezentowaną przez prezydenta Wojciecha Lubawskiego porozumienie w sprawie budowy w mieście ogrodu botanicznego. W ogrodzie zatrudniono pracowników Wydziału Nauk Ścisłych i Przyrodniczych. W 2012 otwarto kolejną część budynku wydziału przy ul. Świętokrzyskiej 15. Znalazły się w niej m.in. cztery aule, cztery sale konferencyjne i trzy laboratoria studenckie. Również w 2012 rada wydziału uzyskała prawo do nadawania stopnia doktora habilitowanego nauk fizycznych w dyscyplinie fizyka. We wrześniu 2012 gościem odbywającej się na Uniwersytecie Jana Kochanowskiego w Kielcach międzynarodowej konferencji fizyków był noblista Frank Wilczek. W auli Wydziału Nauk Ścisłych i Przyrodniczych wygłosił on wykład pt. Kwantowe piękno. W kadencjach 2012–2016 i 2016–2020 rektorem uczelni został wybrany pracownik Instytutu Fizyki Jacek Semaniak. W 2016 rada wydziału uzyskała prawo do nadawana stopnia doktora habilitowanego nauk biologicznych w dyscyplinie biologia.

## Kierunki studiów
Wydział kształci studentów na 12 kierunkach studiów stacjonarnych licencjackich, inżynierskich i magisterskich:
| studia licencjackie i magisterskie - biologia - biotechnologia - chemia - fizyka - geografia - matematyka - ochrona środowiska | studia inżynierskie - fizyka techniczna - informatyka - ochrona środowiska - rolnictwo ekologiczne | studia licencjackie - turystyka i rekreacja - zdrowie środowiskowe |

W 2016 najwięcej osób studiowało biotechnologię (192), informatykę (162) oraz turystykę i rekreację (147). Najmniej studentów było na fizyce (7), fizyce technicznej (49) i matematyce (85). Łącznie w 2016 na Wydziale Nauk Ścisłych i Przyrodniczych studiowało 1100 osób.

## Uprawnienia do nadawania stopni naukowych
Rada Wydziału Nauk Ścisłych i Przyrodniczych posiada uprawnienia do nadawania stopni naukowych:
- doktora nauk biologicznych w zakresie biologii (od 2007)
- doktora nauk chemicznych w zakresie chemii (od 2009)
- doktora nauk fizycznych w zakresie fizyki (od 2005)
- doktora nauk o Ziemi w zakresie geografii (od 2007)
- doktora habilitowanego nauk biologicznych w zakresie biologii (od 2016)
- doktora habilitowanego nauk fizycznych w zakresie fizyki (od 2012)

W 2016 w studiach doktoranckich z biologii, chemii, fizyki i geografii uczestniczyło 69 osób. W latach 2009–2017 zakończono na wydziale 48 przewodów doktorskich.

## Władze

### Władze wydziału
W kadencji 2020–2024:
| Stanowisko                            | Imię i nazwisko              |
| ------------------------------------- | ---------------------------- |
| Dziekan                               | dr hab. Dariusz Banaś        |
| Prodziekan ds. kształcenia            | dr Małgorzata Wysocka-Kunisz |
| Prodziekan ds. ogólnych i finansowych | dr hab. Rafał Kozłowski      |

### Dziekani
Funkcję dziekana Wydziału Nauk Ścisłych i Przyrodniczych pełnili:
- 1969–1972: dr Bazyli Bończak
- 1972–1975: dr Julian Bartosik
- 1975–1978: dr Zbigniew Dulewicz
- 1978–1982: dr hab. Stanisław Cieśliński
- 1982–1984: dr Jan Mityk
- 1984–1990: prof. dr hab. Marian Koziej
- 1990–1996: dr hab. Tadeusz Prucnal
- 1996–1999: dr hab. Jerzy Leszek Olszewski
- 1999–2002: prof. dr hab. Marian Koziej
- 2002–2005: prof. dr hab. Wiesław Kaca
- 2005–2010: dr hab. Bartłomiej Jaśkowski
- 2010–2016: dr hab. Teodora Król
- 2016–2020: dr hab. inż. Barbara Gawdzik
- od 2020: dr hab. Dariusz Banaś

## Struktura organizacyjna

### Instytut Biologii
Dyrektor: dr hab. Joanna Czerwik-Marcinkowska
- Zakład Biologii Medycznej
- Zakład Biologii Środowiska
- Zakład Mikrobiologii i Parazytologii
- Centrum Badań i Ochrony Różnorodności Biologicznej
- Herbarium KTC
- Pracownia komputerowa

### Instytut Chemii
Dyrektor: dr hab. Piotr Słomkiewicz
- Zakład Chemii Analitycznej i Geochemii Środowiska
- Zakład Chemii Fizycznej i Teoretycznej
- Zakład Syntezy i Badań Strukturalnych
- Laboratorium Analityki Środowiska
- Laboratorium Badań Strukturalnych
- Laboratorium Metod Chromatograficznych

### Instytut Fizyki
Dyrektor: prof. dr hab. Marek Pajek
- Zakład Wysokich Energii
- Zakład Fizyki Atomowej i Nanofizyki
- Zakład Fizyki Medycznej i Biofizyki
- Zakład Fizyki Komputerowej i Informatyki
- Laboratorium Interferometrii Laserowej
- Laboratorium Fizyki Powierzchni
- Laboratorium Spektrometrii Rentgenowskiej
- Laboratorium Wirtualnej Terapii Radiacyjnej
- Pracownia Metod Rentgenowskich

### Instytut Geografii i Nauk o Środowisku
Dyrektor: prof. dr hab. Wioletta Kamińska
- Zakład Badań Środowiska i Geoinformacji
- Zakład Geomorfologii i Geoarcheologii
- Zakład Geografii Społeczno-Ekonomicznej i Gospodarki Przestrzennej

### Katedra Matematyki
Kierownik: dr hab. Grzegorz Łysik